# Quartier-maître général
Le quartier-maître général (ne pas confondre avec les grades de quartier-maître ou de général) est un officier d'état-major responsable de l'approvisionnement et des transports de toute une armée. 

## France
Au XVIIe siècle en France, le quartier-maître général était un général remplissant les fonctions de chef d’état-major général. Par la suite, le quartier-maître général est un officier, capitaine ou lieutenant, qui est chargé du logement, du campement, de la subsistance, de la comptabilité d’un corps de troupes, et qui fait partie de l’état-major.

## Allemagne
Le Quartermeister existe depuis le XVIe siècle. La position de Generalquartiermeister est au cours de la Première guerre mondiale la position la plus élevée après celle du commandant en chef au sein de l'État-Major général.

## Suisse
Le quartier-maître (Qm) possède des compétences spécifiques dans les domaines de l’organisation, de la comptabilité, de la subsistance et de l’hygiène. En tant que chef,
il assume l’entière responsabilité du service de commissariat qui comprend le service postal, l’administration (APG), la comptabilité, la subsistance, les transports
et les cantonnements. Dans le cadre du travail d’état-major, le quartier-maître appuie son commandant lors de la planification et de la prise de décisions concernant
le ravitaillement de la troupe. Au terme de sa formation, il est promu au grade de capitaine.

## États-Unis
Aux États-Unis, le Quartermaster General est un officier général, commandant le Quartermaster Corps de l'US Army. Le Quartermaster General ne commande pas les unités de Quartermaster mais il est chargé de la formation, de la doctrine et de la carrière des Quartermasters. Le Quartermaster General est aussi le général commandant le Quartermaster Center and School de l'US Army à Fort Lee en Virginie ainsi que le Quartermaster Regiment. Le poste de Quartermaster General fut établi par une résolution du Congrès continental le 16 juin 1775, mais le poste ne fut pas attribué avant le 14 août 1775. Le plus célèbre des Quartermaster Generals fut sans doute Nathanael Greene (1742-1786), qui fut le quatrième à occuper ce poste de mars 1778 à août 1780. Le colonel Michelle K. Donahue est l'actuel Quartermaster general de l'US Army depuis le 29 mai 2020.